# Къщата на Богородица в Ефес
Къщата на Дева Мария (на турски: Meryem Ana или Meryem Ana Evi, „Къщата на Дева Мария“) е католически храм, разположен върху планината Коресос. (Турски: Bülbüldağı, „Планина Славей“) в близост до Ефес, на 7 километра (4.3 мили) от Селчук в Турция.
Къщата е открита през 19 век по описание в отчетените видения на римокатолическата монахиня и ясновидец Ан Катрин Емерих (1774 – 1824), които са публикувани в книга от Клеменс Брентано след смъртта ѝ. Католическата църква не се произнася в полза или против автентичността на къщата, но въпреки това поддържа постоянен поток от поклонение след от откриването ѝ. Ан Катрин Емерих е обявена за блажена от Папа Йоан Павел II на 3 октомври 2004 година.
Католически поклонници ходят на поклонение в този параклис, основавайки се на убеждението, че Мария, майката на Исус е била отведена в тази каменна къща от Св. Йоан Богослов и живял там до Нейното Възнесение (според католическата доктрина) или Успение (според православната вяра).
Светилището е получило няколко папски апостолски благословения и посещения от няколко папи, най-ранното поклонение идва от папа Лъв XIII през 1896 г., а последното е от Папа Бенедикт XVI през 2006 година.